# Trancault
Trancault település Franciaországban, Aube megyében. Lakosainak száma 181 fő (2022. január 1.). Trancault Avant-lès-Marcilly, Bourdenay, Charmoy, Soligny-les-Étangs, Traînel, Saint-Maurice-aux-Riches-Hommes és Perceneige községekkel határos.

## Népesség
A település népessége az elmúlt években az alábbi módon változott:
| Lakosok száma | 202  | 178  | 175  | 183  | 187  | 185  | 185  | 184  | 180  | 181  |
|               | 2006 | 2011 | 2013 | 2015 | 2016 | 2018 | 2019 | 2020 | 2021 | 2022 |